# 百岁人生：长寿时代的生活和工作
《百岁人生：长寿时代的生活和工作》（The 100-Year Life）是英国伦敦商学院经济学家琳达·格拉顿和心理学家安德鲁·J·斯科特合著的经济学和自我成长通俗读物。

## 内容概要
《百岁人生：长寿时代的生活和工作》分析了21世纪世界面临老龄化和长寿带来的经济问题，作者用社会学、经济学和心理学的研究成果和实践经验，向读者描述了活到100岁，人类的日常生活、工作、理财、学习和社交的深刻变化。

## 章节
《百岁人生：长寿时代的生活和工作》共分作10章。
- 绪论：长寿改变一切（Introduction）
- 第1章 生活篇：天降长寿（Living: The Gift of a Long Life）
- 第2章 财务篇：更晚退休（Financing: Working for Longer）
- 第3章 工作篇：就业形势（Working: The Employment Landscape）
- 第4章 资产篇：专注无价之物（Intangibles: Focusing on the Priceless）
- 第5章 情景篇：可能的自我（Scenarios: Possible Selves）
- 第6章 阶段篇：人生新模块（Stages: New Building Blocks）
- 第7章 金钱篇：长寿推手（Money: Financing a Long Life）
- 第8章 时间篇：娱乐还是创造（Time: From Recreation to Re-creation）
- 第9章 亲友篇：改变的私生活（Relationships: The Transformation of Personal Lives）
- 第10章 实践篇：期待变革（Practice: Agenda for Change）

## 主题
面对21世纪全球出现的人口老龄化、延迟退休、养老金缺口和劳动力短缺等社会问题，《百岁人生：长寿时代的生活和工作》提出“阶段性人生”，由“学习、工作、退休”的三段模式向多段模式转化，增加自己的有形资产和无形资产，以应对这些社会问题。

## 奖项
- 2016年，年度英国《金融时报》和麦肯锡年度最佳商业图书奖
- 2017年，日本商业图书奖和年度非虚构翻译图书奖